# Funkhaus Nürnberg
Das Funkhaus Nürnberg ist eines der größten privaten Funkhäuser in Bayern und stellt seit 1995 einen Zusammenschluss von vier eigenständigen Lokalradiosendern mit heute sieben Programmen dar. Seit dem Umzug aus der Senefelderstraße im September 2012 befindet sich das Funkhaus in der Nürnberger Ulmenstraße.

## Gesellschafter
Gesellschafter der Funkhaus Nürnberg Studiobetriebs-GmbH sind die Verlage Müller Medien, Nürnberger Nachrichten, Abendzeitung, Hubert Burda Media (deren Tochtergesellschaft Burda Broadcast hält 40 % an der Studio-Gong-Gruppe; diese hält wiederum 14,7 % am Funkhaus Nürnberg) und weitere mittelständische bayerische Medienunternehmen.

## Radiosender
| Sendername          | Senderlogo | Programmtyp                                                                          | Verbreitungswege                  |
| ------------------- | ---------- | ------------------------------------------------------------------------------------ | --------------------------------- |
| Hit Radio N1        |            | Contemporary Hit Radio (CHR) – Aktuelle Hits für 20- bis 40-jährige Radiohörer.      | Internetradio, DAB+, UKW auf 92,9 |
| 98.6 charivari      |            | Regionale Informationen und Unterhaltungsmusik aus den 1980er- und 90er-Jahren.      | Internetradio, DAB+, UKW auf 98,6 |
| Radio F             |            | „Der fränkische Gute-Laune-Sender“ für die Zielgruppe ab 40 Jahre.                   | Internetradio, DAB+, UKW auf 94,5 |
| Radio Gong          |            | „Good Time Rock“-Musik der 70er Jahre bis heute. Zielgruppe sind 30- bis 50-jährige. | Internetradio, DAB+, UKW auf 97,1 |
| Pirate Radio        |            | Indie, Grunge und Alternative-Rock.                                                  | Internetradio, DAB+               |
| Mein Lieblingsradio |            | Deutsche Hits und das Beste aus den Charts.                                          | Internetradio, DAB+               |
| N90 4 Beat          |            | Hip-Hop.                                                                             | Internetradio, DAB+               |

Außerdem produziert das Funkhaus Nürnberg das Mantelprogramm für Radio Galaxy auf Basis von Hit Radio N1.